# Dren
Dren (bulgariska: Дрен) är ett distrikt i Bulgarien.   Det ligger i kommunen Obsjtina Radomir och regionen Pernik, i den västra delen av landet, 30 km söder om huvudstaden Sofia.
I omgivningarna runt Dren växer i huvudsak lövfällande lövskog. Runt Dren är det ganska tätbefolkat, med 90 invånare per kvadratkilometer.